# Qiu Yike
Qiu Yike (Chinees: 邱科; Chengdu, 18 januari 1985) is een voormalig Chinees professioneel tafeltennisser.

## Belangrijkste resultaten
- Brons in het gemengd dubbelspel op de wereldkampioenschappen 2005 met Cao Zhen.
- Brons in het gemengd dubbelspel op de wereldkampioenschappen 2007 met Cao Zhen.